# Grünfeld (Waldenburg)
Grünfeld ist eine zum Stadtteil Altstadt Waldenburg der Stadt Waldenburg im Landkreis Zwickau (Freistaat Sachsen) gehörige Siedlung. Die Errichtung der Gebäude von Grünfeld steht im direkten Zusammenhang mit der Anlage des Grünfelder Parks, einem Englischen Landschaftsgarten, in den Jahren 1780 bis 1797.
Der in den Fluren von Altstadt Waldenburg stehende Teil des Grünfelder Parks mit der Siedlung Grünfeld wurde am 1. Juli 1928 in die Stadt Waldenburg eingemeindet.

## Geografie

### Geografische Lage und Verkehr
Grünfeld und der Grünfelder Park befinden sich südlich der Waldenburger Kernstadt. Während der durch den Grünfelder Park fließende Callenberger Bach die Flurgrenze zwischen Altstadt Waldenburg und Oberwinkel bildet, befinden sich die Bauten von Grünfeld in der Flur von Altstadt Waldenburg.
Durch den Grünfelder Park verläuft die stillgelegte Bahnstrecke Glauchau–Wurzen (Muldentalbahn).

### Nachbarorte
|          | Waldenburg (Oberstadt)                      |                     |
| Kertzsch | Kompassrose, die auf Nachbargemeinden zeigt | Altstadt Waldenburg |
|          | Oberwinkel                                  |                     |

## Geschichte
Nachdem Graf Otto Carl Friedrich von Schönburg-Waldenburg 1779 die Regierungsgeschäfte übernommen hatte, legte er zusammen mit seiner Frau Henriette Eleonore Elisabeth Gräfin Reuß von Plauen vor den Toren von Waldenburg einen Sommerwohnsitz mit Englischem Garten an, den er „Greenfield“ (heute: Grünfelder Park) nannte. Inspiriert wurde dafür auf seiner Grand Tour, die ihn auch nach England geführt hatte und auf der er einige Gärten gesehen hatte. Der Park entstand von 1780 bis 1797 in den Fluren von Altstadt Waldenburg und Oberwinkel auf einer Fläche von 113 Hektar. Im Jahr 1780 erfolgte dazu der Zukauf von Weideland in der Aue der Zwickauer Mulde, von Wald am Callenberger Berg und der Kauf des Gutshofes des Bürgers Michael Gumprecht aus Altstadt Waldenburg an der heutigen Grünfelder Straße.
Aus dem Gutshof ging mit der Anlage des Landschaftsgartens das „Schloss“ bzw. „Schlösschen“ hervor, welches im neugotischen Stil überformt wurde und mit „Lustbarkeiten“, wie Karusell, Vogelhaus, Seidenhasenhaus, Pavillon und Parasol ergänzt wurde. Zusammen mit den neugotisch ornamentierten Ökonomiegebäuden bildete das Schlösschen ein geschlossenes Ensemble der sommerlichen Hofhaltung. Nach dem Landschaftsplan von 1813 wies der Park 53 Gebäude, Gedenksteine und anderen Staffagebauten auf, von denen jedoch nur wenige erhalten sind. Im Jahr 1841/42 wurde das inzwischen baufällig gewordene Schlösschen samt seinen umgebenden „Lustbarkeiten“ unter Otto Carl Friedrichs Sohn, Fürst Otto Victor I.(1785-1859) abgerissen. Einzig ein Teil der Wirtschaftsgebäude blieb erhalten. Er wurde in den Komplex des 1844 bis 1846 an der Stelle der einstigen Hofküche neu errichteten Teehauses integriert. Im Außenpark entstand eine Kattunmanufaktur. Bis Ende des 19. Jahrhunderts waren die Parkareale Grünfeld, Schlosspark und Lustgarten nur durch den Flusslauf der Zwickauer Mulde getrennt. Erst der Bau der Muldentalbahn im Jahr 1875 und die Veränderung der Straßenführung zerschnitten das 120 Hektar große Areal.
Aufgrund der Anlage des Grünfelder Parks auf den Fluren der Orte Altstadt Waldenburg und Oberwinkel ergab sich bis ins 19. Jahrhundert eine geteilte Verwaltungszugehörigkeit über den Park. Der in der Flur von Altstadt Waldenburg liegende Teil mit den bewohnbaren Gebäuden gehörte bis ins 19. Jahrhundert zur schönburgischen Herrschaft Waldenburg, während der zu Oberwinkel gehörige Teil der
schönburgischen Herrschaft Remse unterstand, die sich jedoch als Lehnsherrschaft unter wettinischer Oberhoheit befand. Im Jahr 1875 lebten in Grünfeld 31 Personen.
Nachdem auf dem Gebiet der Rezessherrschaften Schönburg im Jahr 1878 eine Verwaltungsreform durchgeführt wurde, kam Altstadt Waldenburg mit dem bewohnten Teil von Grünfeld im Jahr 1880 zur neu gegründeten sächsischen Amtshauptmannschaft Glauchau.
Am 1. Juli 1928 erfolgte die Eingemeindung von Altstadt Waldenburg mit Grünfeld nach Waldenburg. Durch die zweite Kreisreform in der DDR kam Altstadt Waldenburg mit Grünfeld als Teil der Stadt Waldenburg im Jahr 1952 zum Kreis Glauchau im Bezirk Chemnitz (1953 in Bezirk Karl-Marx-Stadt umbenannt), der ab 1990 als sächsischer Landkreis Glauchau weitergeführt wurde und 1994 im Landkreis Chemnitzer Land bzw. 2008 im Landkreis Zwickau aufging.